# Ислам Грчки
Ислам Грчки је насељено мјесто у Равним Котарима, у сјеверозападној Далмацији. Припада граду Бенковцу, у Задарској жупанији, Република Хрватска.

## Географија
Ислам Грчки је удаљен око 23 км сјеверозападно од Бенковца и око 20 км сјевероисточно од Задра. Од мора је удаљен 3 км иако му оно дође са сјеверне и сјевероисточне стране. Село се налази у врло богатој алувијалној удолини Равних Котара што је увелико и одредило пољопривредну оријентацију села и цијелог краја. Опасан са сјевера и сјевероистока Велебитом који је и брана континенталне и медитеранске климе, те Новиградског мора, у удолини која обилује водом и плодном земљом, село почетком 1980-их година, када се нагло развија пољопривреда, добија епитет „мала Калифорнија“.

## Назив
Стари назив села је Саддислам што у преводу значи бедем ислама, тј. крајња граница пробоја турске империје. Од тог старог имена је у новијој историји задржан дио имена Ислам, а придјев Грчки је добио средином 18. вијека када се формирају два Ислама - Грчки и Латински.
Сами придјеви Грчки и Латински долази од вјероисповијести мјештана, тј. становници Ислама Грчког су претежно били православне вјере, а Латинског католичке. Како је дошло до формирања баш таквог топонима није познато, али је необично посебно имајући у виду да су се на том простору у средњем вијеку налазила села Тршћане и Качина Горица и утврђење Веспељевац. Чак је у новијој историји села било покушаја промјене имена: један крајем 70-их кад су га хтјели преименовати у Тополовац због обиља топола на пољопривредном добру „Баштица“ које се налази у атару села и други након рата у Хрватској 1990-их година. Ниједан покушај није успио, јер је назив села као такав записан у многим историјским, ликовним и научним књигама, по музејима се експонати одређују по том називу итд...

## Историја
Историја села сеже у средњи вијек, јер се на простору данашњег села у средњем вијеку налазила села Тршћане и Качина Горица, а важност селу је доприносила и чињеница да се налазило на прометној средњовјековној прометници „Виа магна“ (велика цеста).
Село је у прошлости било јако упориште ускока, који су се за рачун Млечана борили против Османлија. Један од најчувенијих српских јунака из тог времена, Стојан Јанковић, који је за своје заслуге као војни заповједник од Млечана добио турско утврђење у Исламу које је до тада било у посједу турског великаша Јусуф-аге Тунића, често је одатле кретао у своје ратне походе по Далмацији.
Кула Јанковића, утврђење у којем је живио Стојан и његови потомци, још стоји у Исламу, мада је оштећена током рата. Кула се састоји од стамбених, привредних и одбрамбених зграда, а доминира управо Кула по коме је цијели комплекс добио име и када се потпуно обнови (у току су радови на обнови и ревитализацији) биће то један од најрепрезентативнијих културно историјских споменика у бенковачком крају. Данас је Кула у власништву породице Десница (чији је изданак и књижевник Владан Десница). Стојан Јанковић је такође поред куле саградио 1675. и цркву Св. Ђорђа. свог крсног имена, мада је већина Исламљана због географског положаја и оронулости ове цркве припадала парохији Светог Илије у оближњем Кашићу. Обе цркве су тешко оштећене у посљедњем рату, а у самој цркви Св. Ђурђа је сахрањен књижевник Владан Десница.
Ислам Грчки је у 20. вијеку, због окружења од претежно хрватских села, добио репутацију као својеврсно српско упориште у том дијелу Равних котара. У Другом свјетском рату Ислам Грчки, Кашић и Смоковић су били јака упоришта четника, који су већином крајем рата прешли у редове партизана и наставили борбу против околних усташких села. Касније, за вријеме буђења српског национализма, Ислам Грчки је 1986. године угостио чланове САНУ којима није било дозвољено да предавање са осјетљивом тематиком српско-хрватских односа и историје одрже у Задру. Локални Хрвати су тада Ислам већ прозвали „Мала Србија“. У грађанском рату деведесетих, село је брзо постало упориште крајишких Срба и једна од главних база за одбрану српског народа. Ислам Грчки је тешко страдао у операцији хрватских снага Равни котари-Масленица у јануару 1993. године. Село је запаљено а доста кућа минирано или порушено, комплетно становништво је избјегло, а живот је изгубило 15 цивила и 14 војника из села, укључујући ту и заробљенике, старце и непокретне.
Ислам Грчки се од распада Југославије до јануара 1993. године налазио у Републици Српској Крајини.

## Привреда
Већина становништва се бавила пољопривредом, посебно воћарством. Развојем туризма и близином туристичких мјеста уздуж јадранске обале, село је 80-их година достигло свој пољопривредни бум. У селу се налазио велики пољопривредни комбинат Баштица са огромним плантажама
бресака, јабука и винограда. Главну улогу у пољопривредној производњи је играла плодна земља, јер се село налази у срцу Равних Котара, као и обиље воде, те осавремењивање производње.

## Становништво
Данас је Ислам Грчки једно од села са најмањим бројем повратника и најслабијим процентом повратка од свих српских села у Далмацији. Попис из 2001. забиљежио је 108 становника, од тога 100 Хрвата и само 5 Срба. Велики број избјеглих Исламљана је нови дом пронашао у Аустралији, посебно у Сиднеју. У посљедње вријеме се и одређен број Срба вратио на своја вјековна огњишта, бавећи се и даље оним што знају и имају — пољопривредом.

### Попис становништва
Ислам Грчки је према попису становништва из 2011. године имао 150 становника.
| Националност       | 1991. | 1981. | 1971. | 1961. |
| Срби               | 991   | 1.066 | 1.262 |       |
| Југословени        |       | 56    | 1     |       |
| Хрвати             | 107   | 90    | 124   |       |
| остали и непознато | 41    | 27    | 13    |       |
| Укупно             | 1.139 | 1.239 | 1.400 | '     |

| Демографија | Демографија | Демографија |
| Година      | Становника  | Становника  |
| ----------- | ----------- | ----------- |
| 1971.       | 1.400       |             |
| 1981.       | 1.239       |             |
| 1991.       | 1.139       |             |
| 2001.       | 108         |             |
| 2011.       |             | 150         |

#### Попис 1991.
На попису становништва 1991. године, насељено мјесто Ислам Грчки је имало 1.139 становника, сљедећег националног састава:
| Попис 1991.‍    | Попис 1991.‍    | Попис 1991.‍ | Попис 1991.‍ | Попис 1991.‍ |
| -------------- | -------------- | ----------- | ----------- | ----------- |
|                |                |             |             |             |
| Срби           | Срби           |             | 991         | 87,00%      |
| Хрвати         | Хрвати         |             | 107         | 9,39%       |
| неопредијељени | неопредијељени |             | 11          | 0,96%       |
| непознато      | непознато      |             | 30          | 2,63%       |
| укупно: 1.139  |                |             |             |             |

## Презимена
| - Алавања — Православци, славе Св. Јована и Аранђеловдан - Баљак — Православци, славе Лазареву Суботу - Богдановић — Православци, славе Св. Јована - Вишић — Православци, славе Ђурђевдан - Вучковић — Православци, славе Лазареву Суботу - Вујанић — Православци, славе Ђурђевдан - Девић — Православци, славе Св. Јована - Десница — Православци, славе Св. Николу - Деспот — Православци, славе Св. Николу - Допуђ — Православци, славе Св. Јована - Драча — Православци, славе Св. Стефана и Аранђеловдан - Драгаш — Православци, славе Св. Јована - Драгичевић — Православци, славе Св. Николу | - Дуброја — Православци, славе Св. Јована - Ђаковић — Православци, славе Ђурђевдан - Гагић — Православци, славе Ђурђевдан, Св. Николу и Лазареву Суботу - Јокић — Православци, славе Ђурђевдан и Св. Николу - Калапаћ — Православци, славе Св. Стефана - Калуђеровић — Православци, славе Ђурђевдан - Каран — Православци, славе Св. Николу - Катарић — Православци, славе Ђурђевдан - Катић — Православци, славе Св. Стефана - Кнежевић — Православци, славе Св. Јована - Кончаревић — Православци, славе Св. Николу - Кожул — Православци, славе Св. Николу - Кужет — Православци, славе Аранђеловдан - Лакић — Православци, славе Св. Николу, Ђурђевдан и Св. Василија | - Лацмановић — Православци, славе Ђурђевдан - Матић — Православци, славе Аранђеловдан - Медић — Православци, славе Св. Стефана - Милић — Православци, славе Св. Николу - Мишковић — Православци, славе Ђурђевдан - Млинар — Православци, славе Василија Великог и Св. Николу - Мркић — Православци, славе Аранђеловдан - Мушковски — Православци, славе Аранђеловдан - Нонковић — Православци, славе Св. Јована - Обрић — Православци, славе Аранђеловдан - Олујић — Православци, славе Аранђеловдан, Св. Николу и Св. Стефана - Остојић — Православци, славе Св. Јована - Пантелић — Православци, славе Св. Јована - Пршо — Православци, славе Лазареву Суботу | - Пуповац — Православци, славе Ђурђевдан - Стегњаја — Православци, славе Св. Јована - Суботић — Православци, славе Св. Јована - Тодоровић — Православци, славе Св. Јована - Тркуља — Православци, славе Св. Јована - Ћосо — Православци, славе Ђурђевдан - Узелац — Православци, славе Ђурђевдан и Св. Јована - Чепрња — Православци, славе Св. Јована - Шекез — Православци, славе Св. Стефана Дечанског - Шљепица — Православци, славе Аранђеловдан - Шушак — Православци, славе Св. Јована - Вањак — Католици - Јурјевић — Католици - Кокић — Католици |

## Знаменити Исламљани
- гроф Илија Деде Јанковић, полиглота, представник Срба у Далмацији
- Стојан Јанковић, ускочки вођа и јунак
- Владан Десница, књижевник, рођен у Задру, али је добар дио живота провео и сахрањен је у Исламу Грчком